# 弗朗茨·李斯特广场

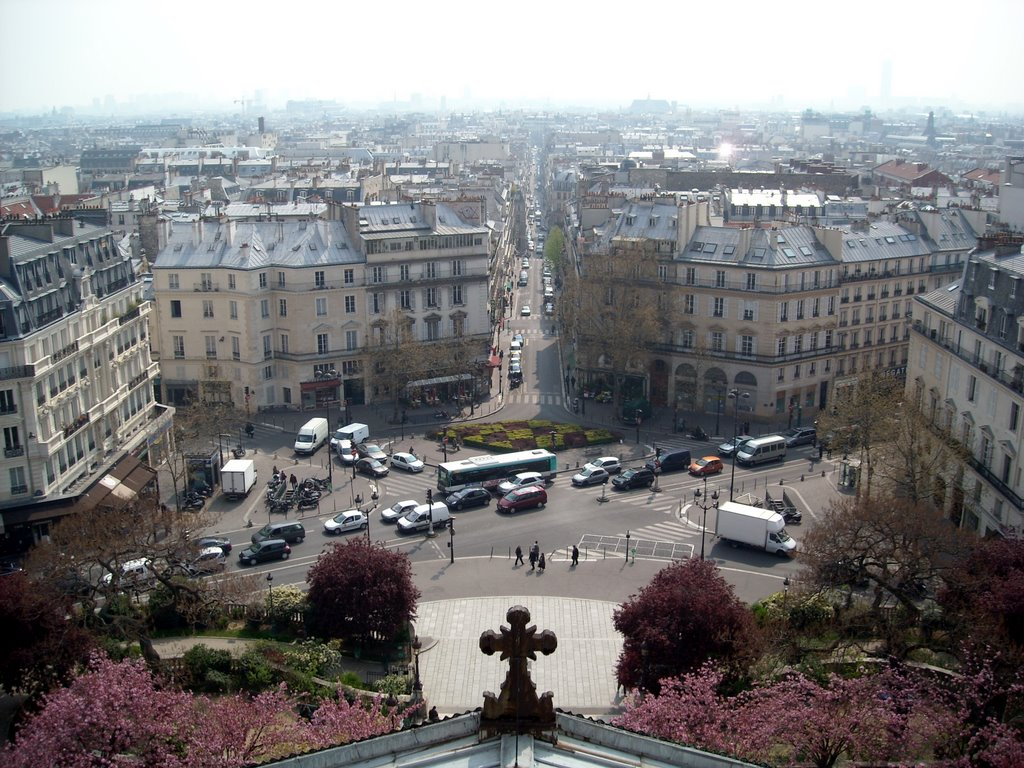

弗朗茨·李斯特广场（Place Franz-Liszt）是巴黎第十区的一个广场。它开辟于1822年，长90米，宽75米。
弗朗茨·李斯特广场位于圣文生·德·保禄教堂（Église Saint-Vincent-de-Paul）门前。
附近的地铁站包括鱼船站（Poissonnière）和巴黎北站站（Gare du Nord）。

## 名称
弗朗茨·李斯特广场得名于匈牙利作曲家、钢琴家弗朗茨·李斯特。 

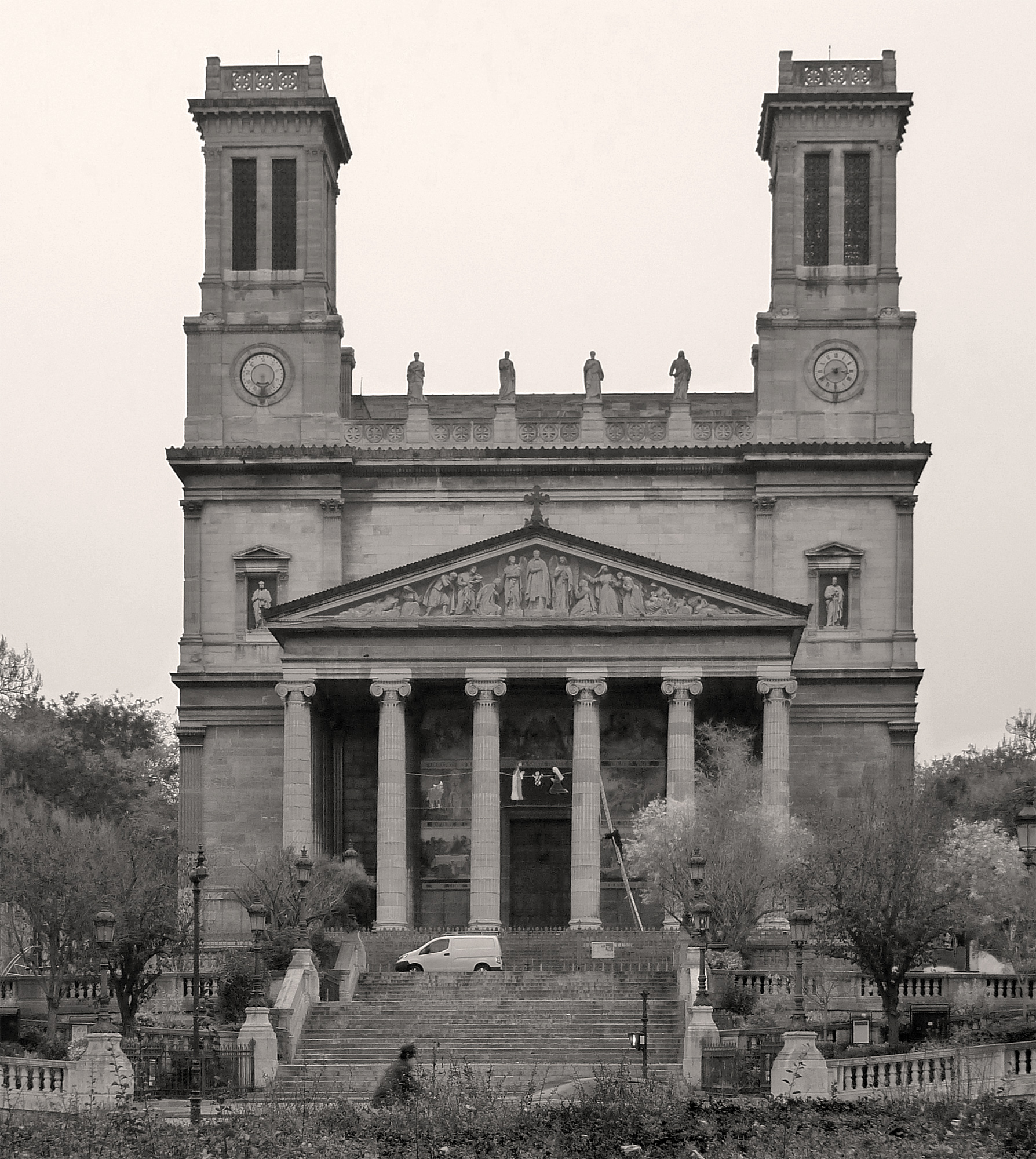
圣文生·德·保禄教堂